# Husmoderfilmen
|  | Denne artikel er oprettet af botten Steenthbot ud fra en ekstern database. Den kan derfor have sproglige fejl eller mangler. Denne skabelon kan fjernes efter kontrol af indholdet. |

Husmoderfilmen er en dansk dokumentarfilm fra 1935.

## Handling
Husmødre opfordres til at købe dansk og derved støtte dansk erhvervsliv, så beskæftigelsen øges og levevilkår dermed forbedres for mange mennesker. 
1. afsnit: Besøg på H.E. Gosch & Co's Tændstikfabrikker på Islands Brygge, Kaffesurrogatfabriken Danmark i Hedehusene, hvor cikorierødder laves til erstatningskaffe, og Den kongelige Porcelainsfabrik på Frederiksberg.
2. afsnit: Om produktion af sæbe på De danske Oliemøller og Sæbefabrikker på Lyngbyvej i København, bomuldsgarn og strømper på et bomuldsspinderi i Valby og Nilfisk-støvsugeren på Fisker & Nielsens fabrik på Frederiksberg. 
3. afsnit: Om produktion af margarine på Margarinefabrikken Alfa i Vejen, besøg på Bing & Grøndahls Porcelainsfabrik, Jensen & Møllers Kiks-Fabrik og Galle & Jessens chokoladefabrik på Lyngbyvej.
4. afsnit: Om støbning af jerngryder på Morsø Jernstøberi - Nykøbing M. Gode køkkentips til husmoderen: udskæring af kød ved Karen Braae (1882-1962). Fremstilling af suppeekstrakt Vitamon på basis af gærceller. Spis mere fisk! Sild er en næringsrig spise og kan serveres på 'Jonas-manér' med en ansjos i maven. Dansk frugt: Æbleflæsk på en ny måde eller spejlæg i tomatskåle. Æblehøst i frugtplantage ved Nykøbing Sjælland og plukning af pærer hos Otto Nielsen, Guldborghave på Lolland.